# Mount Hopkins (Arizona)
Mount Hopkins este unul din vârfurile cele mai înalte ale lanțului montan numit Santa Rita Mountains, parte a Madrean Sky Islands, care se găsește în comitatul Santa Cruz din statul american Arizona.  Atât lanțul montan Santa Rita, cât și muntele Hopkins se găsesc în limitele Pădurii naționale Coronado.
Mount Hopkins a fost ales de către Smithsonian Institution în 1967 să fie sediul observatorului astronomic Fred Lawrence Whipple Observatory, care se găsește în două locuri diferite, atât pe pantele vărfului acestui munte, cât și la baza vestică a munților Santa Rita. 